# Xã Holly Springs, Quận Dallas, Arkansas
Xã Holly Springs (tiếng Anh: Holly Springs Township) là một xã thuộc quận Dallas, tiểu bang Arkansas, Hoa Kỳ. Năm 2010, dân số của xã này là 314 người.